# Провулок Андріївський узвіз (Житомир)
 Андріївський узвіз  — провулок в Богунському районі Житомира.
Названий на честь відомого Андріївського узвозу, з яким має схожість за рель'єфом: горбистий, має різницю висоти між найнижчим та найвищим пунктами земної поверхні 16 м.

## Розташування
Провулок знаходиться в місцині Павликівка, на узбережжі Тетерева, недалеко від гирла Кам'янки. Починається від набережної Під Скелями, прямує на південний захід, до підніжжя Монументу Слави. Перетинається з Правобережною вулицею.
Довжина провулку — 200 метрів.

## Історія
Попередня назва провулку — Андріївський провулок. Рішенням сесії Житомирської міської ради від 28 березня 2008 року № 583 «Про затвердження назв топонімічних об'єктів у місті Житомирі» для об'єкту було затверджено назву провулок Андріївський узвіз.

## Транспорт
- Тролейбус № 5А, 9, 15А, Н5 — на зупинці «Монумент Слави» (вул. Чуднівська)
- Автобус № 25, 30, 44, 177 — на зупинці «Монумент Слави» (вул. Чуднівська)